# Ито, Момока
Момока Ито (яп. 伊藤 萌々香 Ито: Момока, род. 15 декабря 1997 в префектуре Сайтама) — японская певица, участница гёрл-группы Fairies.
23 июня 2014 года состоялся её сольный дебют с синглом «Poker Face». Сингл попал на 16 место в чарте Oricon. На сингле было два трека: «Poker Face», которая уже издавалась ранее на дебютном альбоме группы Fairies, и «Look at Me!!».

## Дискография
См. также дискографию группы Fairies.

### Синглы
| № | Название     | Дата выпуска | Чарты     | Примечания    |
| № | Название     | Дата выпуска | JP Oricon | Примечания    |
| - | ------------ | ------------ | --------- | ------------- |
| 1 | «Poker Face» | 23 июля 2014 | 16        | См. видеоклип |

### Фотокниги
- Momoka (яп. MOMOKA) (20 августа 2015, Wani Books)